# Моріцбурзький замок

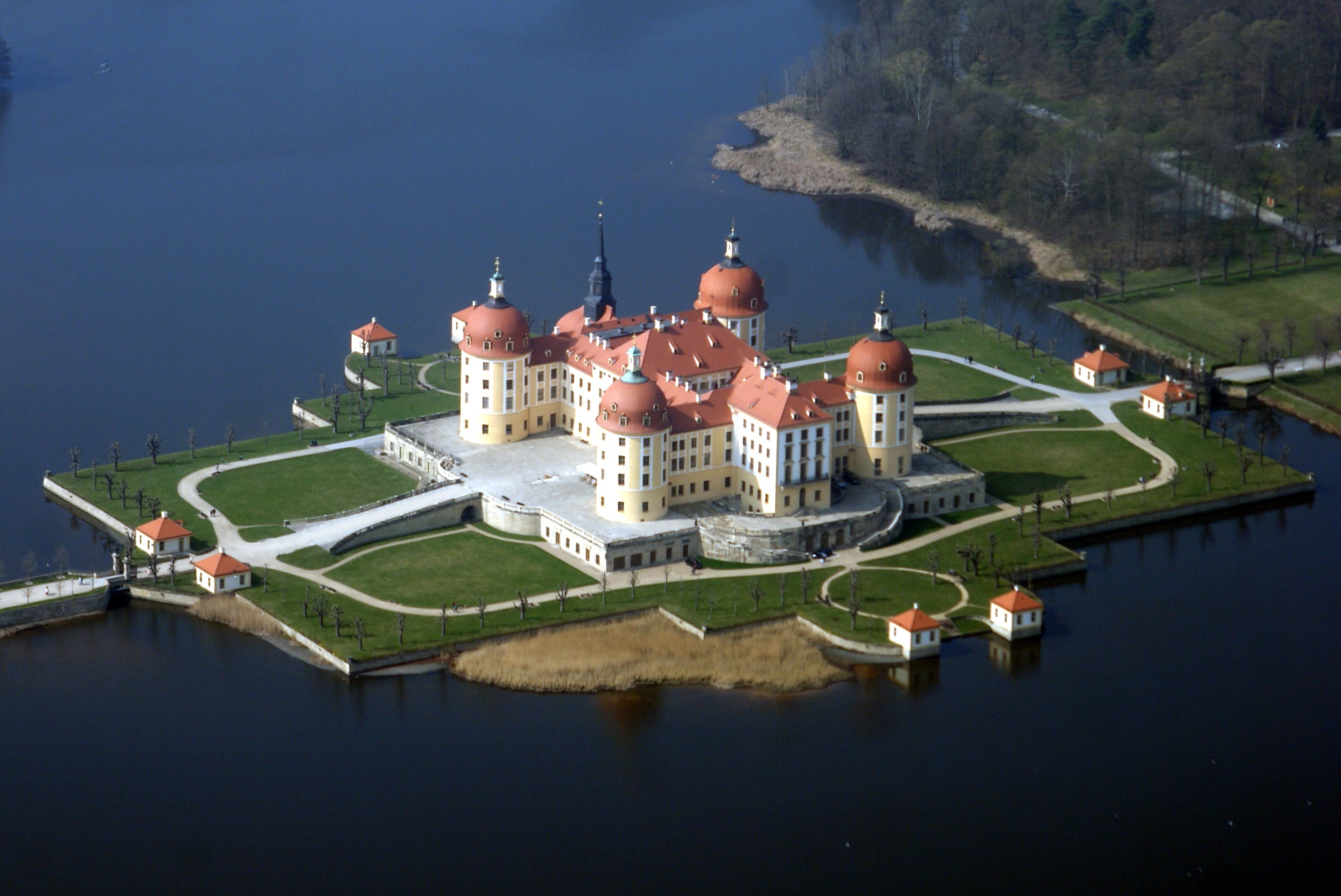
Моріцбург, Саксонія

Моріцбурзький замок (нім. Schloss Moritzburg) або Моріцбурзький палац — бароковий палац у місті Моріцбург, німецька земля Саксонія, приблизно 13 км північний захід від саксонської столиці Дрездена. Замок має чотири круглі вежі і лежить на симетричному штучному острові. Він названий на честь герцога Моріца Саксонського, який збудував там мисливський будиночок між 1542 і 1546 роками. Навколишні ліси та озера були улюбленим місцем полювання курфюрстів і королів Саксонії.

## Історія

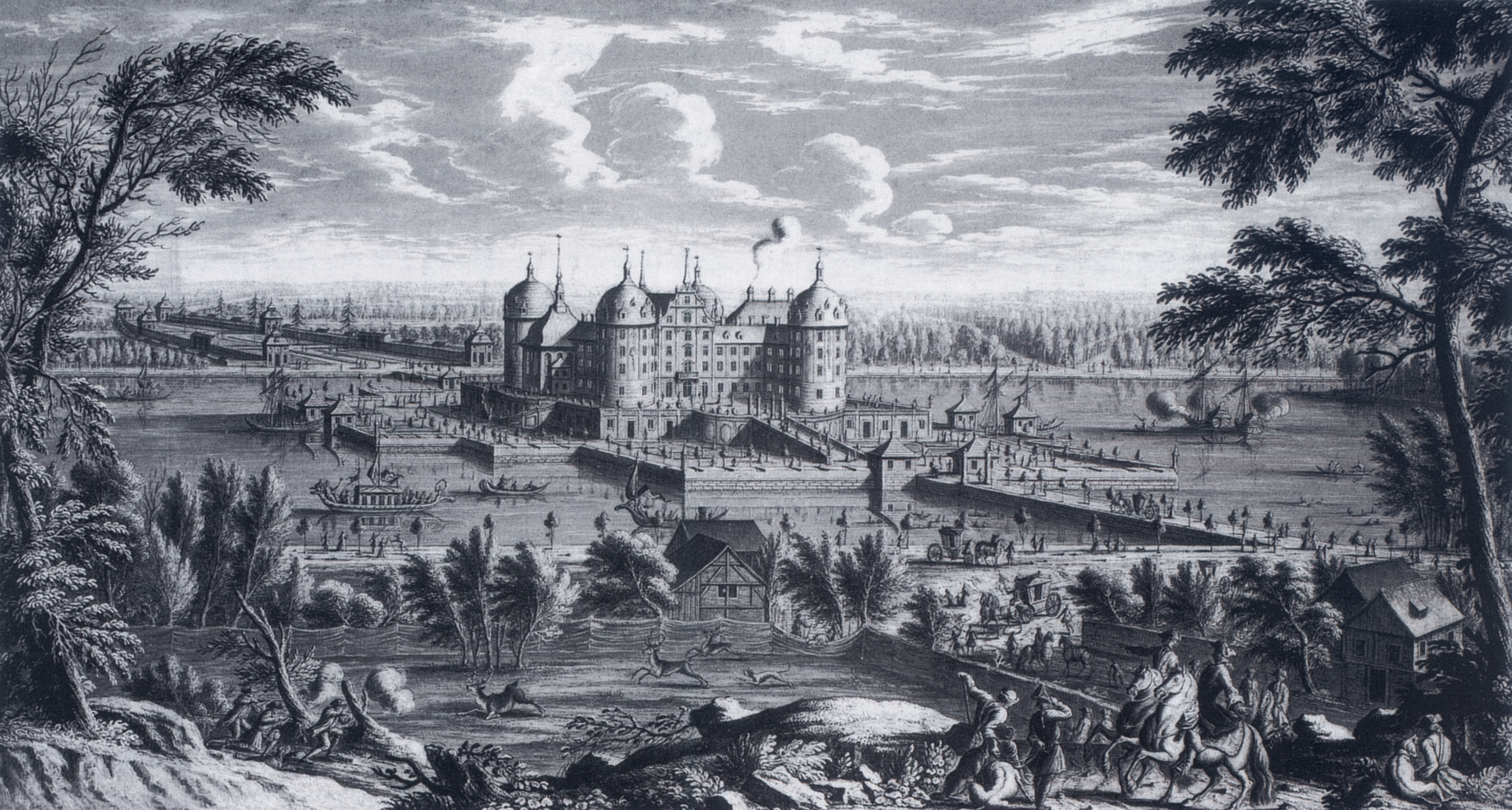
Замок Моріцбург у 1733 році

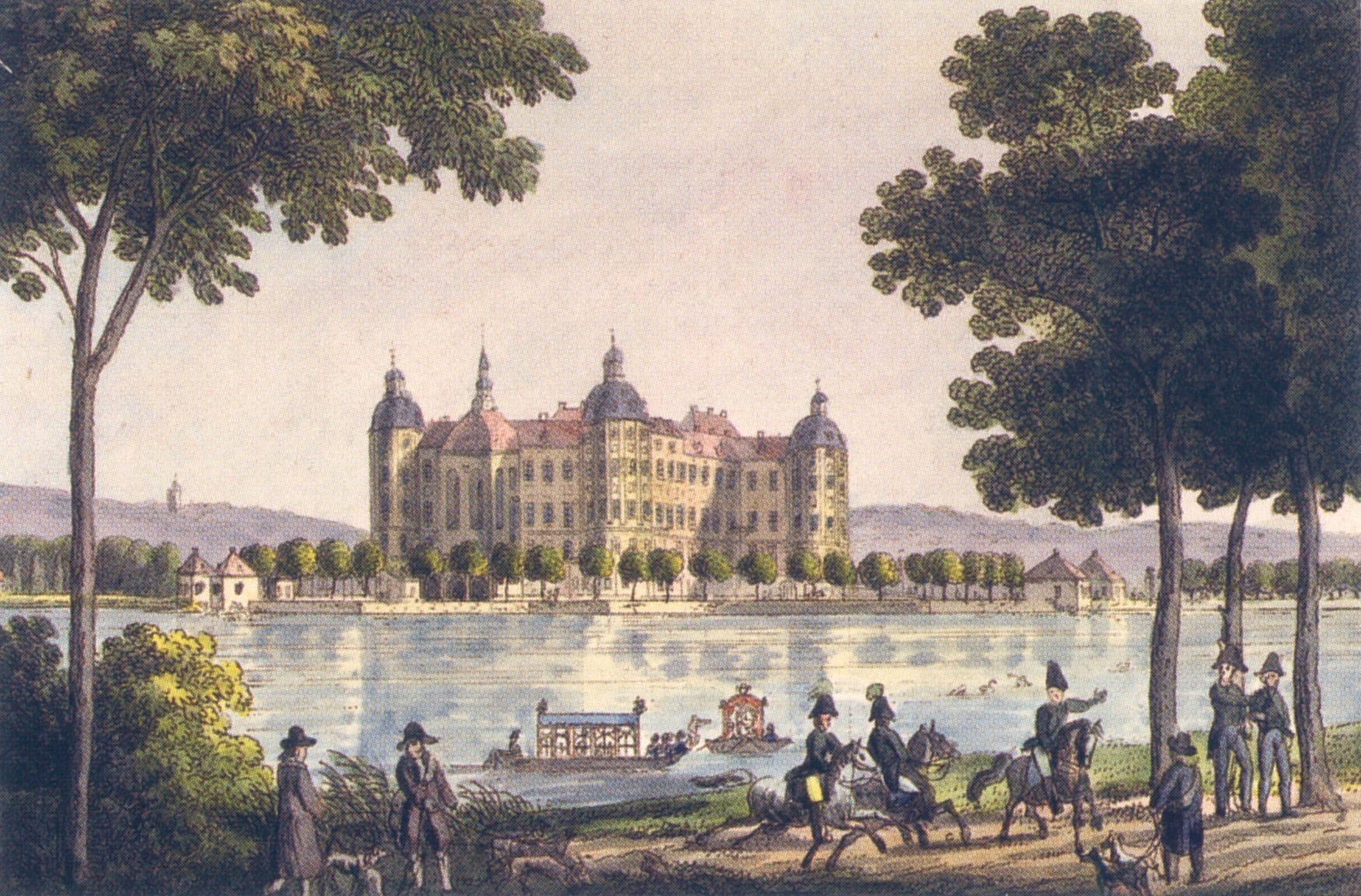
Замок Моріцбург близько 1800 року

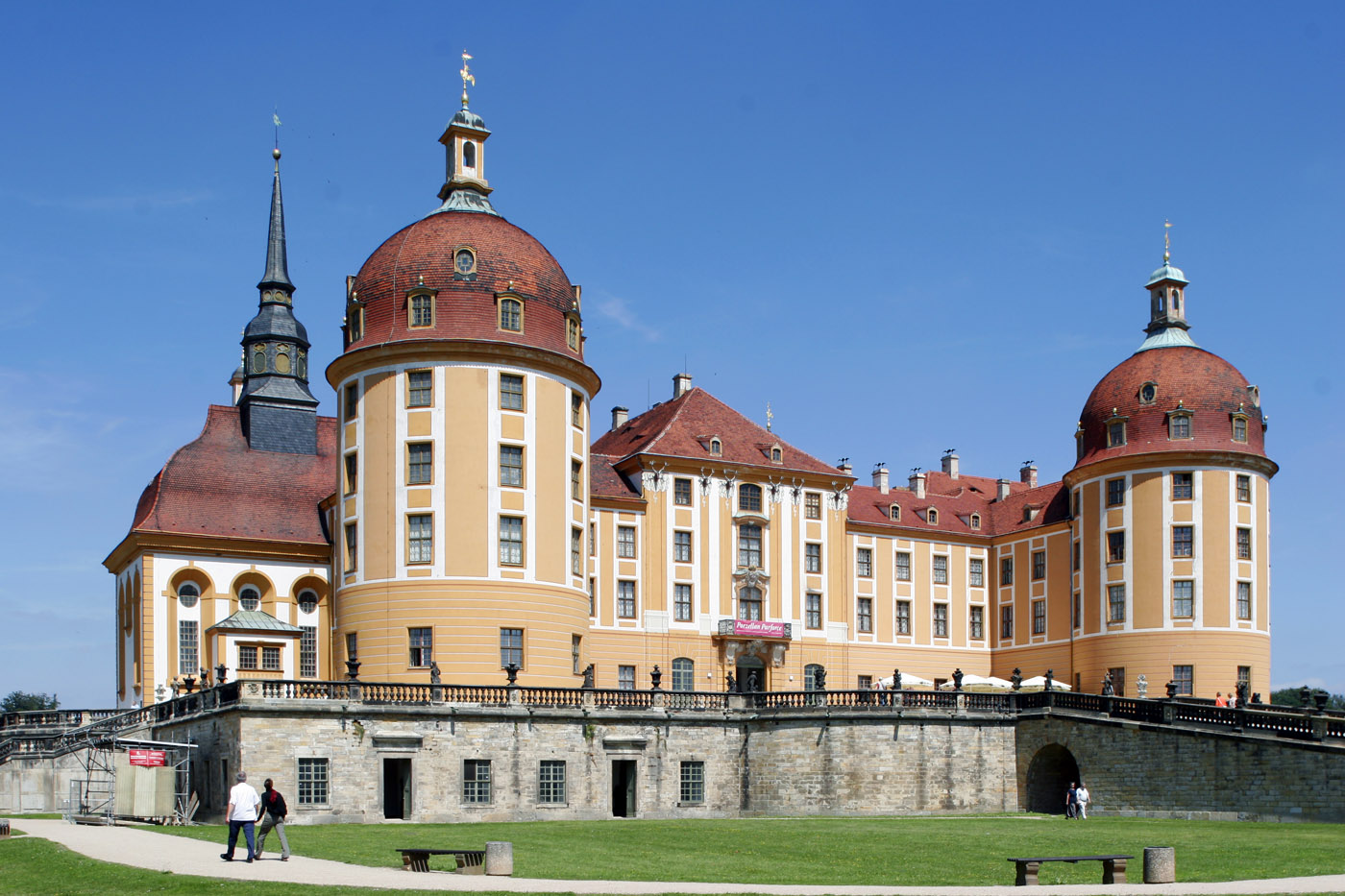
Сьогодні замок

Оригінальний замок, побудований у 1542–1546 роках, був мисливським будиночком для Моріца Саксонського, тодішнього герцога Саксонії. Курфюрст Йоганн-Георг II простягнув ложу; каплиця була прибудована між 1661 і 1671 роками за проєктом його архітектора Вольфа Каспара фон Кленгеля,вона  є зразком архітектури раннього бароко. 
Каплиця була освячена за католицьким обрядом у 1697 році, після того як онук Івана Георгія II, курфюрст Август II Сильний, прийняв католицизм, щоб забезпечити його обрання королем Польщі. Між 1723 і 1733 роками архітектори Маттеус Даніель Пеппельманн і Захаріас Лонгелун переробили замок під заміський будинок, додавши офіційний парк, кілька ставків та заповідник для ігор.
Простір навколо замку був розвинутий курфюрстом Фредеріком Августом III Саксонським, правнуком Августа II Сильного, наприкінці XVIII століття. Маленький фазанський замок (Fasanenschlösschen) був побудований між 1770 і 1776 роками. Територія була розширена, включивши будівлю для зберігання пташиних сіток, велику криницю Венери, житлові приміщення для графа Камілло Марколіні та морську обстановку на Великому озері, укомплектовану мініатюрною гаванню з причалом і маяком.
Принц Ернст Генріх Саксонський, який жив у замку між 1933 і 1945 роками, був останнім мешканцем Будинку Веттіна. Він був розкуркулений у 1945 році післявоєнною радянською адміністрацією.

## Інтер'єр замку

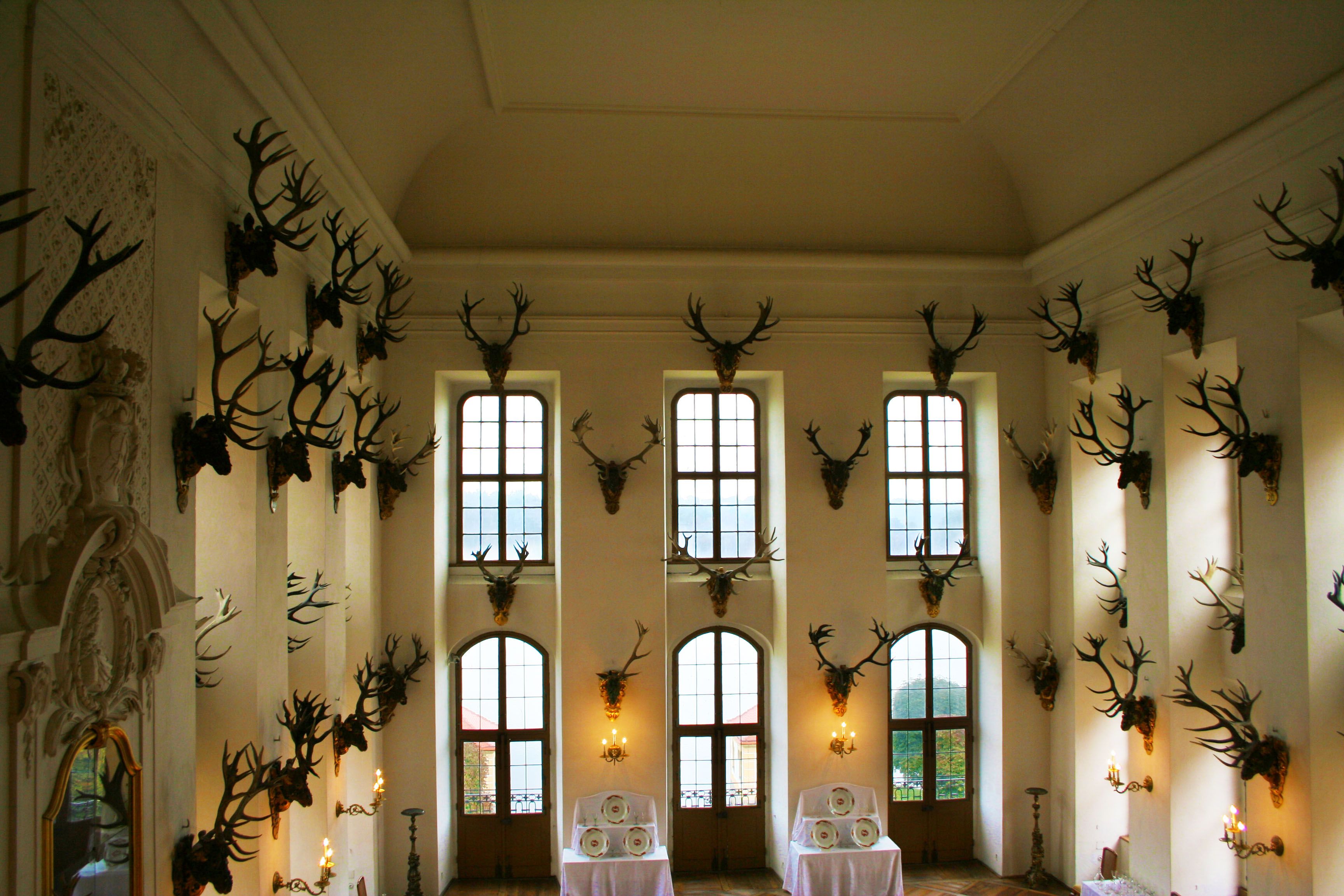
Колекція рогів оленів

Інтер'єр замку обставлений зразками пишного барокового декору часів Августа Сильного. Стіни вкриті позолоченою шкірою XVII століття. Меблі багатьох кімнат присвячені придворному полюванню.
Колекція рогів благородного оленя є однією з найважливіших у своєму роді. Найбільша колекція рогів замку показана в Шпайсаалі («їдальня»). Більшості з 71 трофею - від 270 до 400 років; їх придбали або отримали як подарунки. Серед них — найважчий у світі ріг благородного оленя, вагою 19,8 кг і охоплює майже 2 м. У Monströsensaal («кімната чудовиська») знаходиться 39 зігнутих рогів. Один з екземплярів — 66-крапковий ріг оленя, вбитого курфюрстом Фредеріком III Бранденбурзьким у 1696 р.
У 1723 році Август Сильний придбав ліжко з балдахіном для свого японського палацу. В ньому було вплетено в полотно пір'я павича, фазана, морської курки та качки. Замість того, щоб клеїти або прив'язувати пір'я на полотно, вони були вплетені у качок. Після придбання Августа штори зняли і перетворили на настінні штори, що надихнуло на назву кімнати, Федерзіммер або «пір'яну кімнату». Цей ансамбль був перенесений до замку Моріцбург у 1830 році. Після масштабної 19-річної реставрації ліжка та стіни знову можна було побачити з 2003 року.
Приклади китайської, японської та майсенської порцеляни показані в історичному Порцелланквартьє («порцеляновий квартал»). Ця виставка демонструє порцеляну, на якій зображені мисливські, екзотичні та міфологічні мотиви, а також статуетки тварин, які стосуються первісного визначення Моріцбурга як мисливського будиночка.
Квартири містять приклади розкішності лакованих та вишуканих меблів, таких як виготовлені в Аугсбурзі срібні меблі, виконані за срібними меблями Людовика XIV у Версалі. Є також гравірована та інкрустована зброя для полювання. Більярдсаал («більярдний зал»), названий на честь колишнього більярдного столу в ньому, містить монументальні картини на шкірі Луї де Сільвестра. Одинадцять кімнат прикрашені пофарбованими шкіряними шпалерами XVII століття.
У передпокої демонструється колекція королівських екіпажів.

## Парк та околиці

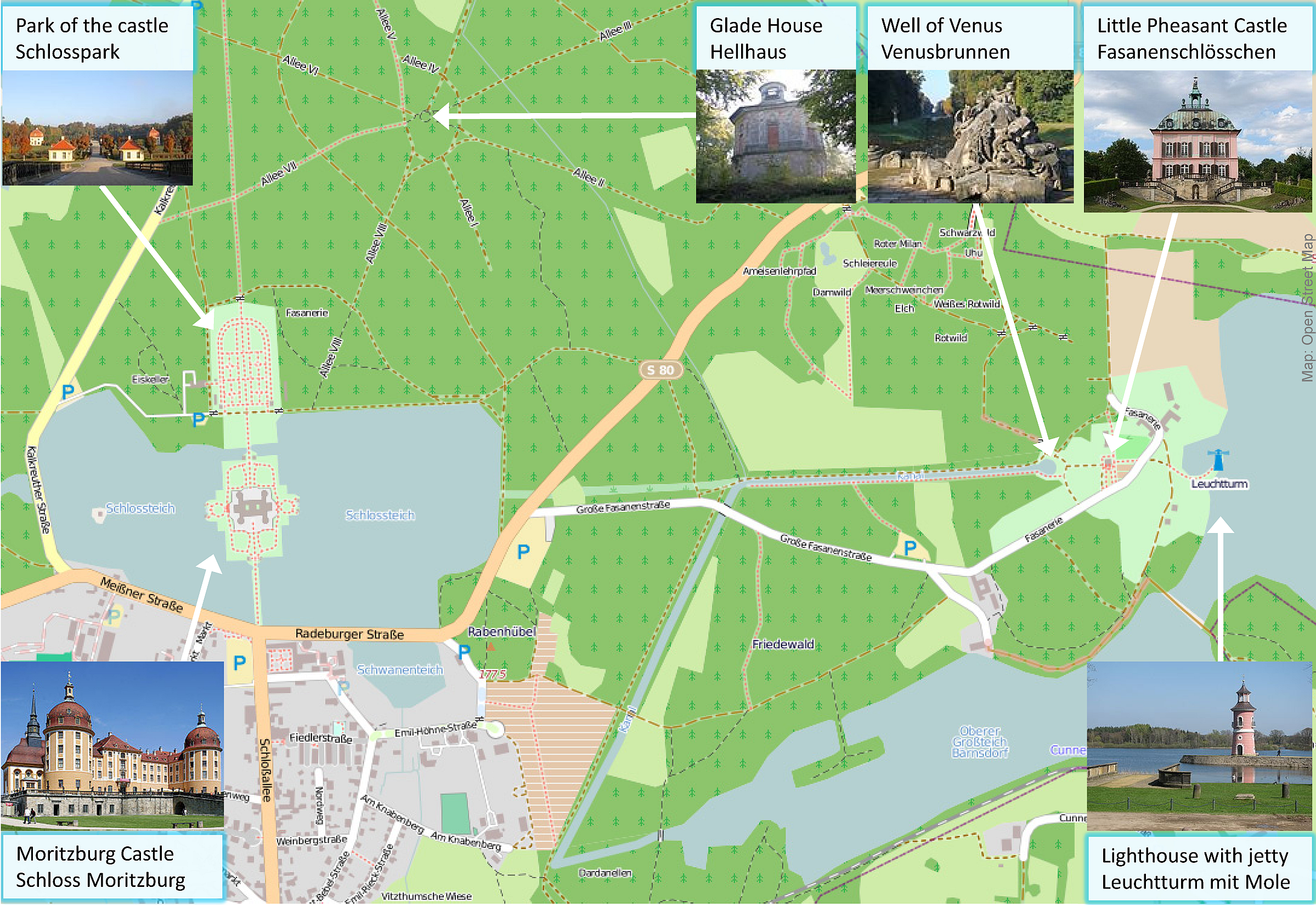
Карта парку та околиць

У 1728 році до замку на сусідній землі на півночі було додано парк. П-подібний парк має площу приблизно 230 на 150 метрів. Сади оформлені у французькому стилі і через смерть Августа Сильного так і не були добудовані. Йоганн Крістіан Даніель, Маттеус Даніель Пеппельманн та інші брали участь у їх початковому проектуванні та плануванні. Планування саду відповідає плану інших європейських королівських дворів того часу.
Протягом XIX століття тут додавали рідкісні рослини, а сад перетворили на парк у романтичному стилі.
Через ліс на північній стороні маєтку Фрідевальд прорізана 8-рукавна система алей у формі зірки. Зокрема, вона була розроблена для полювання королівської лисиці з гончими. Руїни Hellhaus («будинок на галявині»), побудований в 1787 році і спроектований Йоганом Даніелем Шаде, можна знайти на піднятій точці на перетині шляхів. Він обслуговував придворні мисливські вечірки, оскільки звідси так званий «лебединий охоронець» вказував напрямок польоту дичини, на яку вони полювали. Це було зроблено за допомогою прапорів, які він піднімав зверху будівлі.
Одна алея, що проходить прямо на схід, візуально з'єднує замок із Фазаненшлесшеном («Маленький фазанський замок»), що за 2,5 км. Неподалік Фасаненшлесшен знаходиться Криниця Венери, один з найбільших барокових фонтанів Саксонії. Він символізує східний кінець каналу, який більшу частину часу проходить паралельно цьому коридору.

На етапі реконструкції палацу з 1723 по 1733 рік великий ставок, що оточував штучний острів замку, був побудований із колишніх чотирьох ставків. Інші ставки у Фрідевальді датуються XVI століттям і з тих пір використовуються для вирощування  коропа. Канали, що з'єднують ставки, дозволяють «ловити» коропа, зливаючи воду.

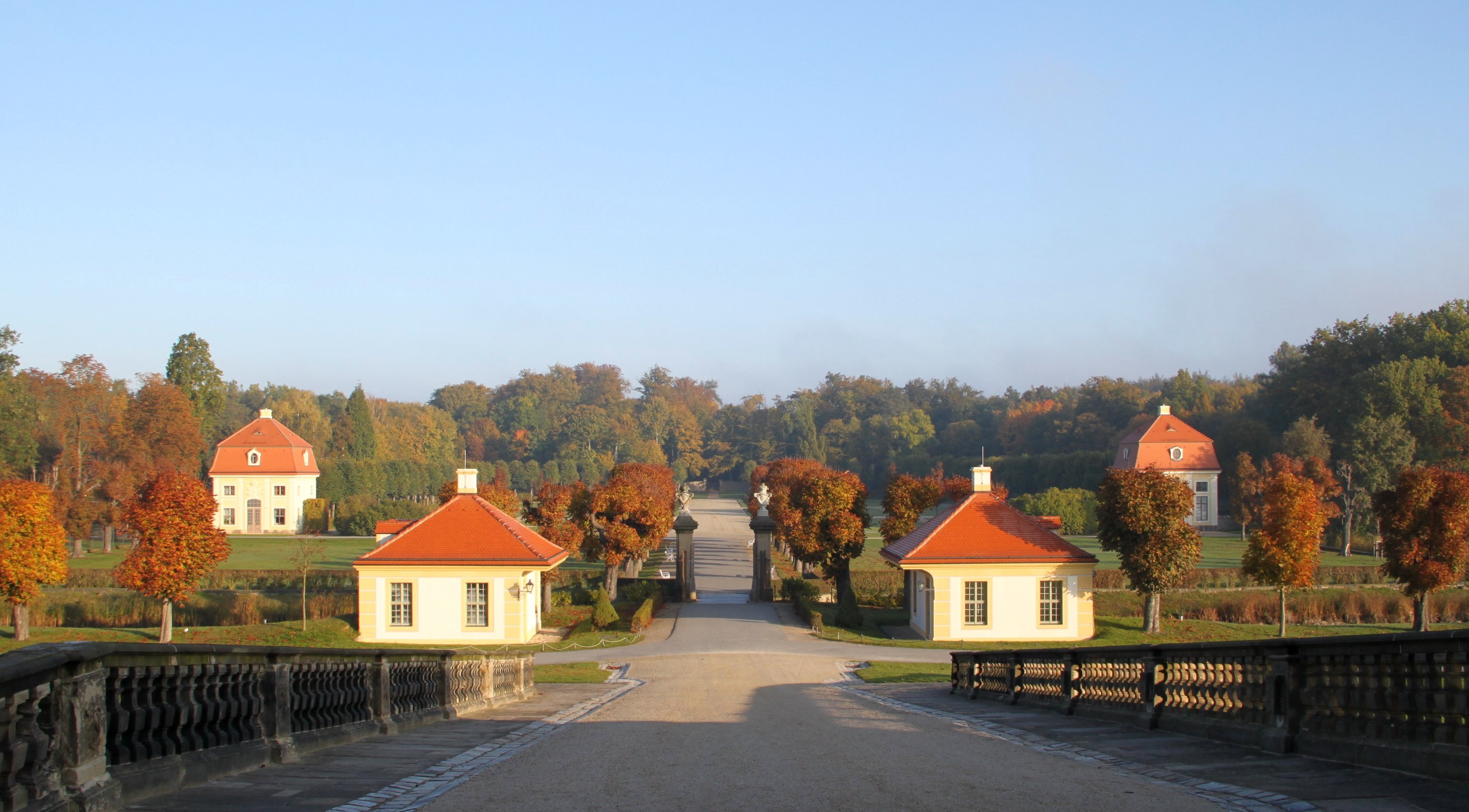
Парк замку
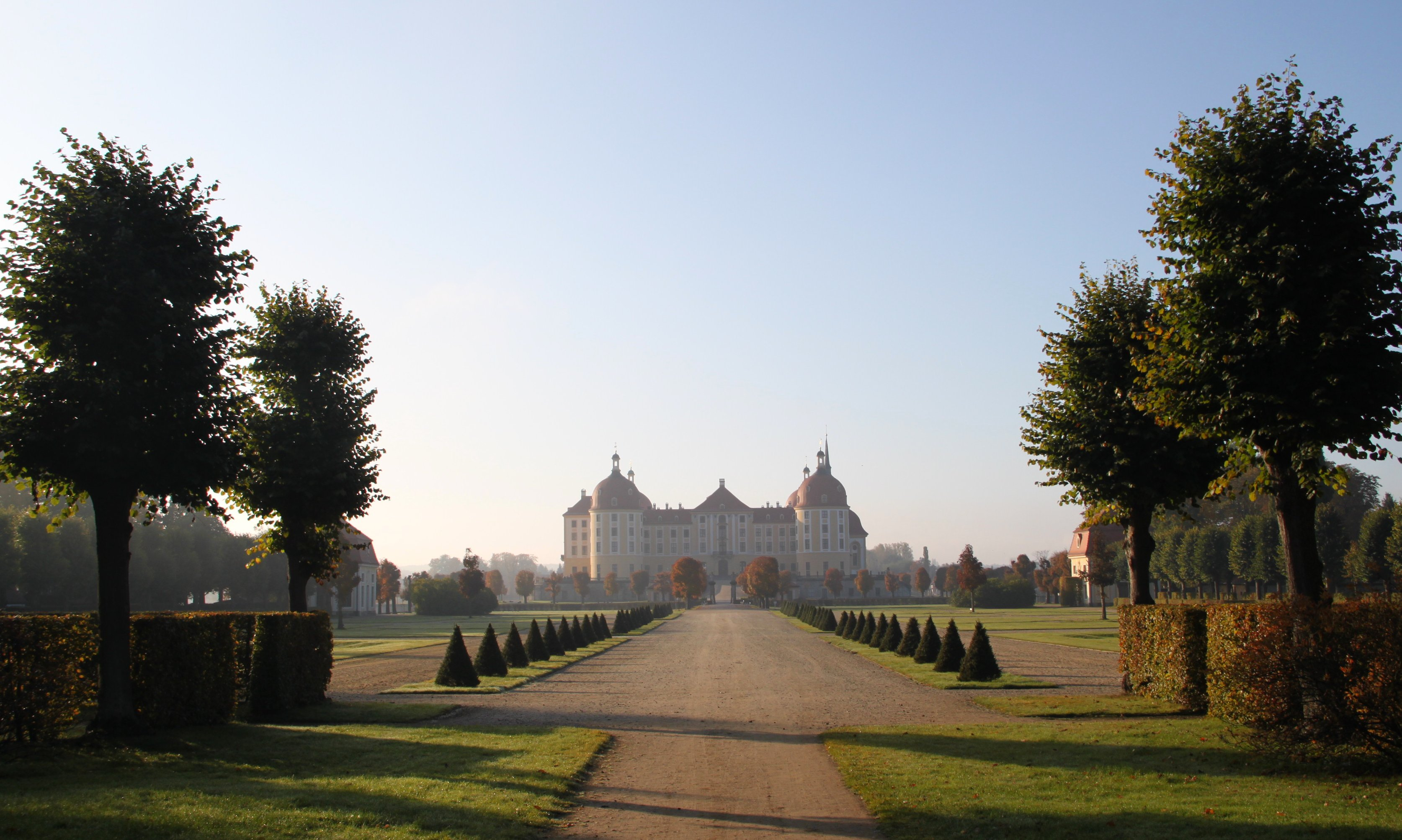
Вид із саду на замок
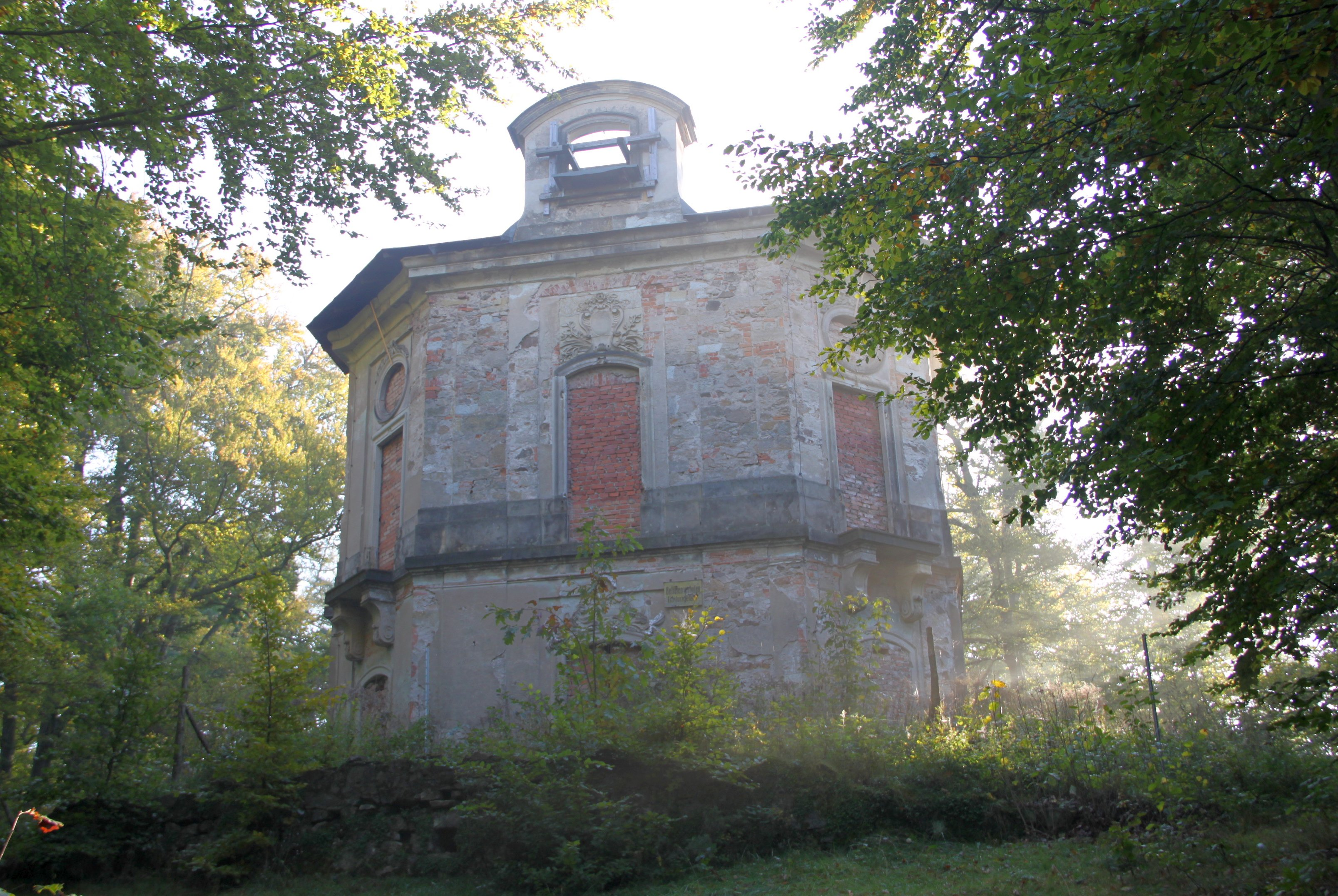
Руїни Гелхаузу на перетині зоряної системи алей
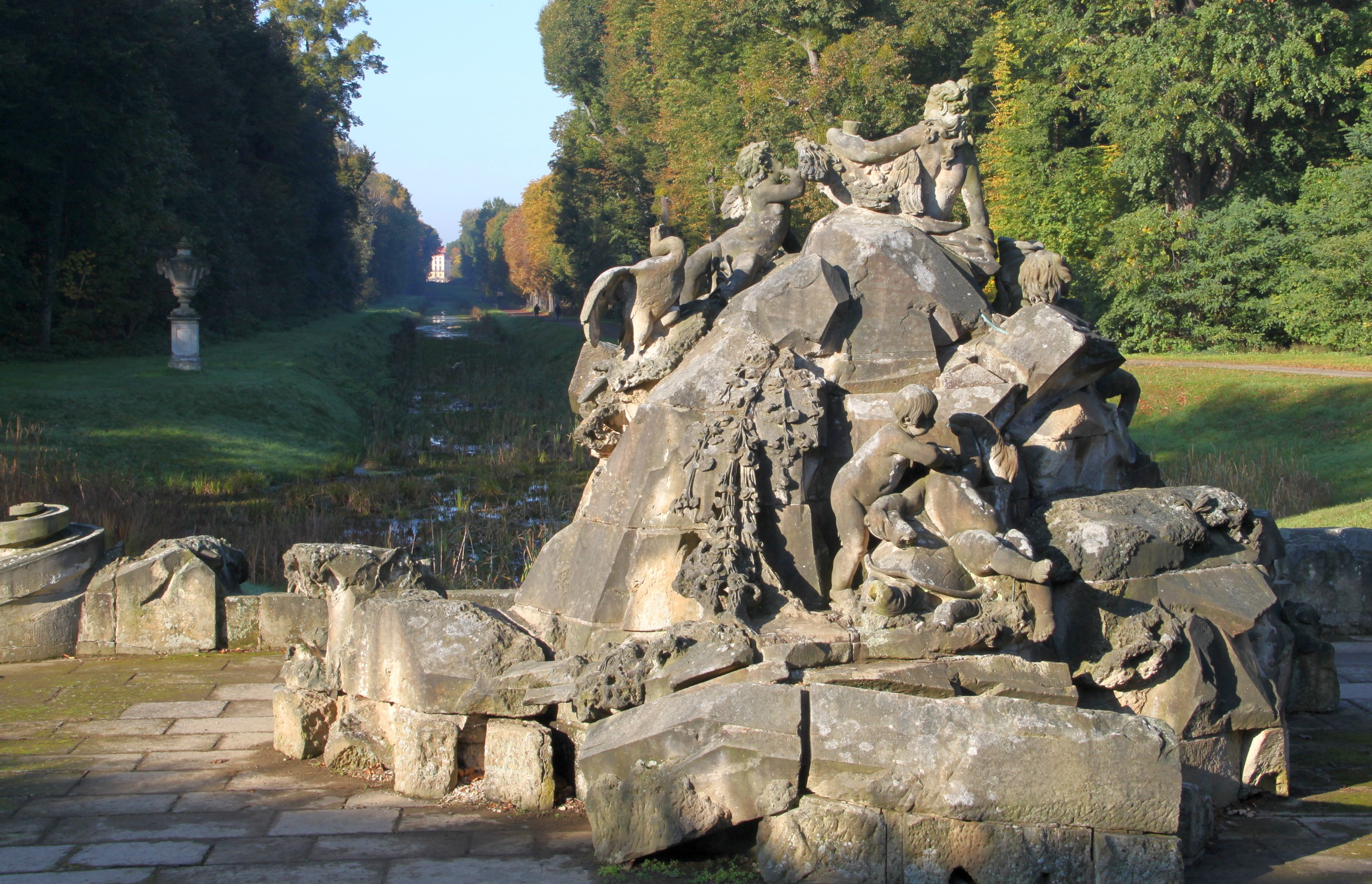
Колодязь Венери з алеєю, що візуально з'єднує її із замком

## Маленький Фазанський замок

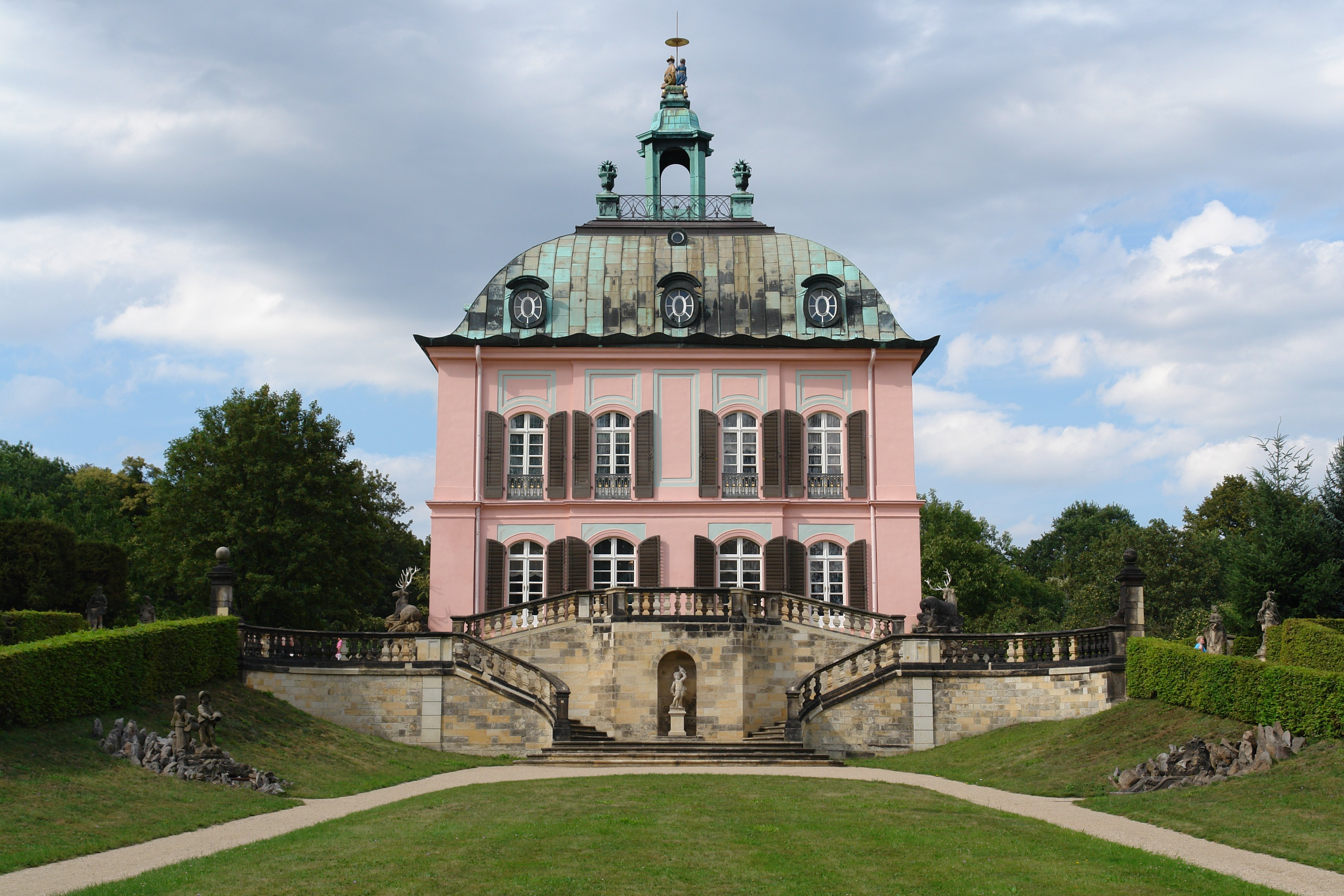
Маленький Фазанський замок

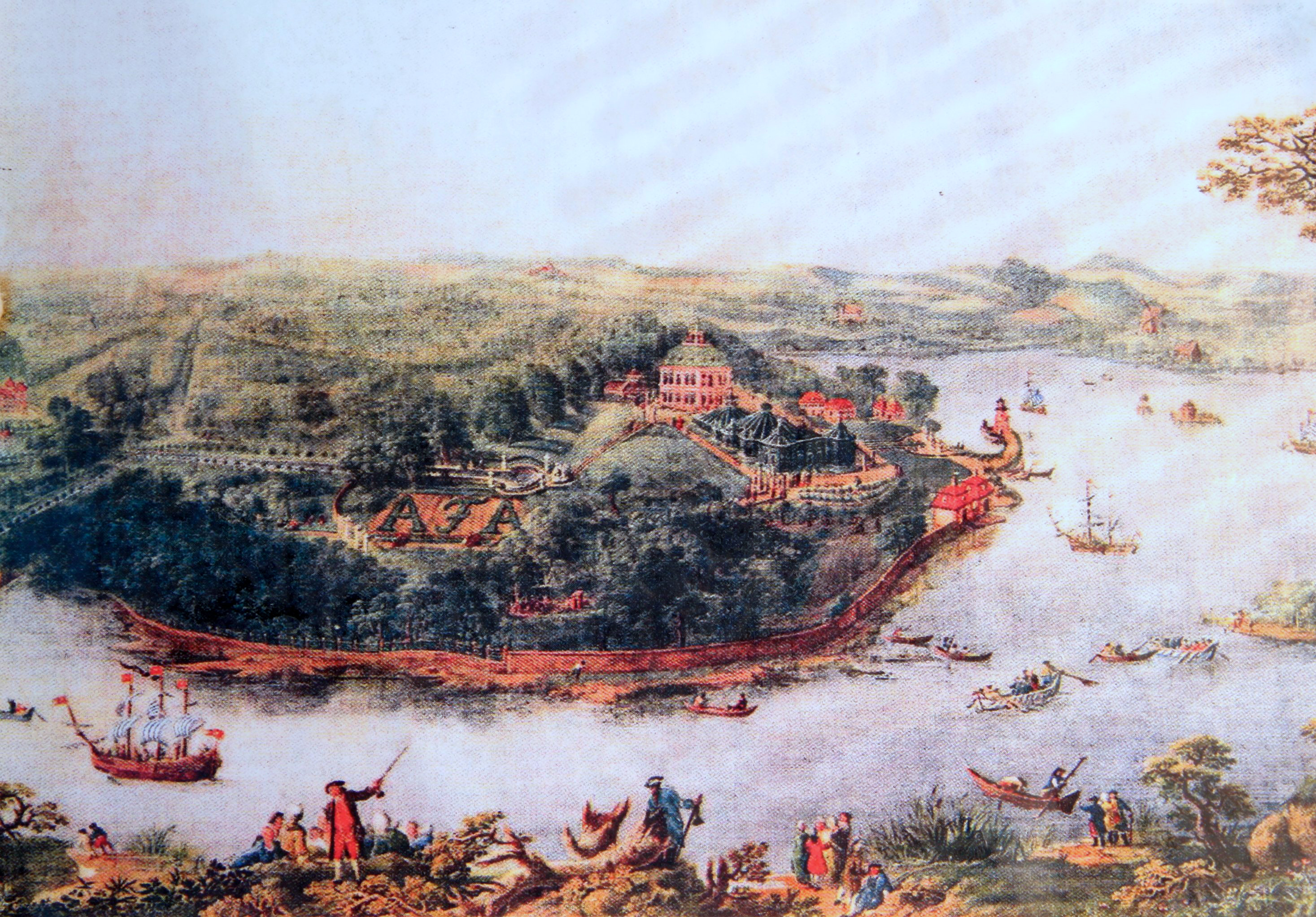
Fasanenschlösschen близько 1790 року з мініатюрними фіктивними боями на морі

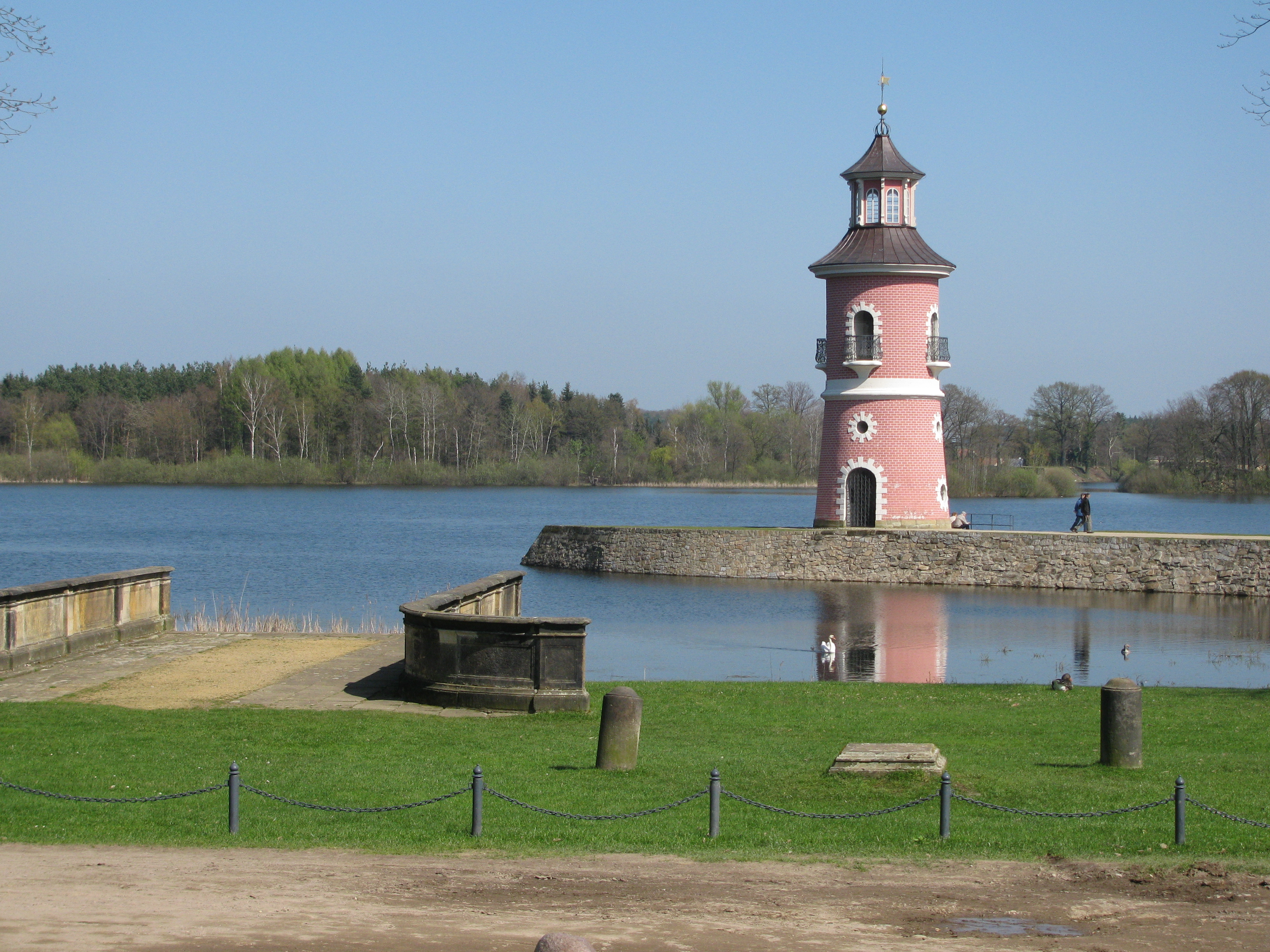
Маяк з пристані

Невдовзі після реконструкції замку Моріцбург як заміського містечка Августа Сильного, архітектором Йоганом Крістофом Кноффелем 2,5 км. Пізніше фундамент павільйону був використаний для замку Маленького фазану у китайському стилі (Fasanenschlösschen) у 1770 році. Виборник Фредерік Август III Саксонії дав павільйон, побудований посеред садів. Йоганн Даніель Шаде, який був архітектором, відповідальним за проєкти королівських будівель, отримав доручення на розробку проекту в стилі рококо. Будівництво було завершено близько 1776 р.
Рожево-оболонковий павільйон розташований у кінці алеї, що веде до головного замку. Квадратна будівля має по п’ять бухт шириною з кожного боку. Високий дах має оге- профіль, закритий відкритим куполом з парою китайських фігур під парасолькою, як фініал. За насадженнями, щоб надати павільйону ізольовану атмосферу, були приховані господарські будівлі, що використовувались для розведення фазанів для використання на полюванні.
Кілька кімнат, включаючи кабінет курфюрста, обладнані оригінальними атрибутами. Оздоблення в стилі рококо включає фрески на полотні, інкрустовані дерев'яні панелі, пофарбовані та позолочені ліпні стелі та унікальну обробку, виготовлену з таких матеріалів, як вишитий шовк, солома, перлини та пір’я. Інтер'єри були відреставровані між 2009 і 2013 роками завдяки співпраці Ostdeutsche Sparkassenstiftung, Sparkasse Meißen та World Monuments Fund.
На фасаді будівлі є двомаршові сходи, що ведуть до озера з мініатюрною гавані та пристані. Також є розмальований цегляний маяк 21,8 м. Мініатюрна гавань використовувалася для проведення морських битв для розваги монарха. Для того, щоб відновити знамениту битву при Чесмі, також були побудовані Дарданели — мініатюрна стіна, що представляє оригінальні замки у вузькій протоці на північному заході Туреччини. Сьогодні гавань частково замулена, оскільки рівень води озера приблизно на 1,5 м нижче, ніж раніше.
З боку саду замку пара сходів спускається до затонулого партеру, зараз засадженого дерном.

## Зйомки

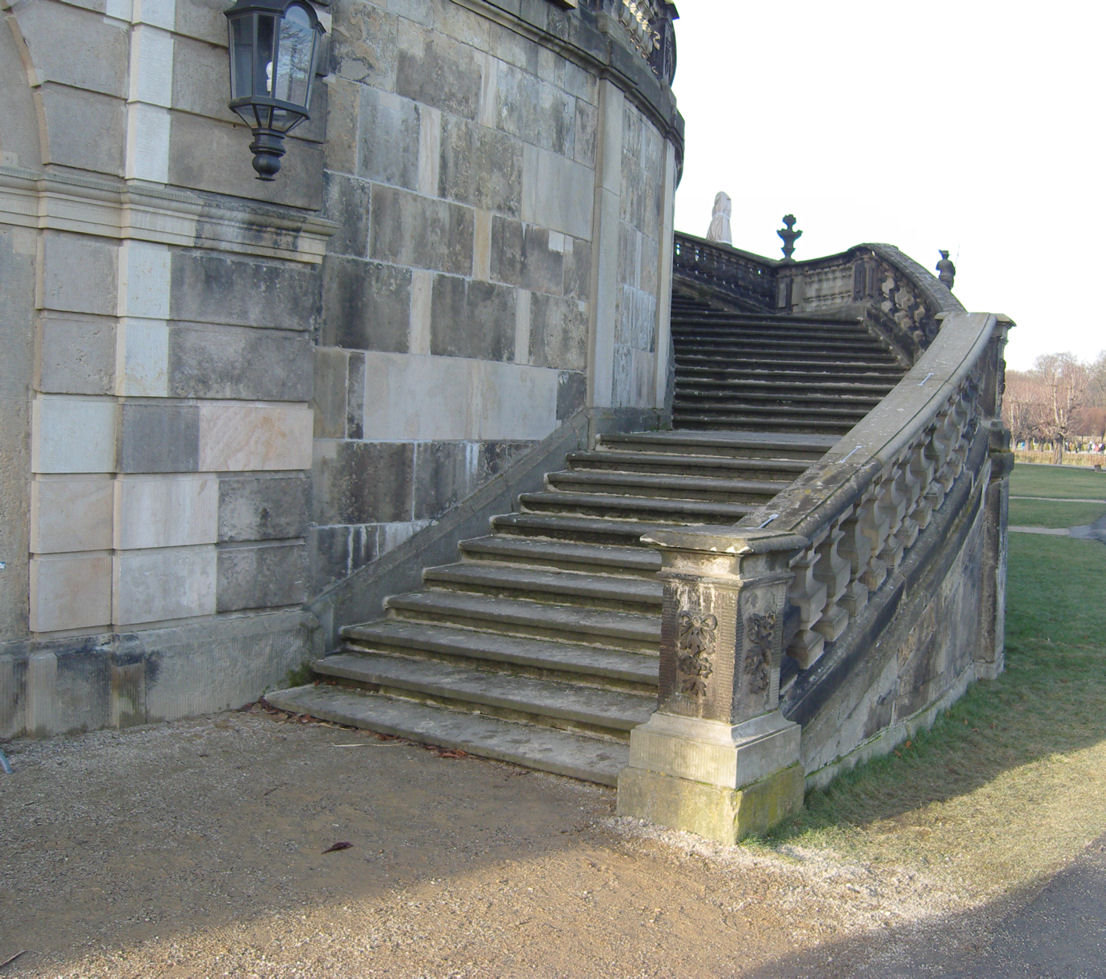
Сходи у замку Моріцбург, на яких Попелюшка загубила свою туфельку

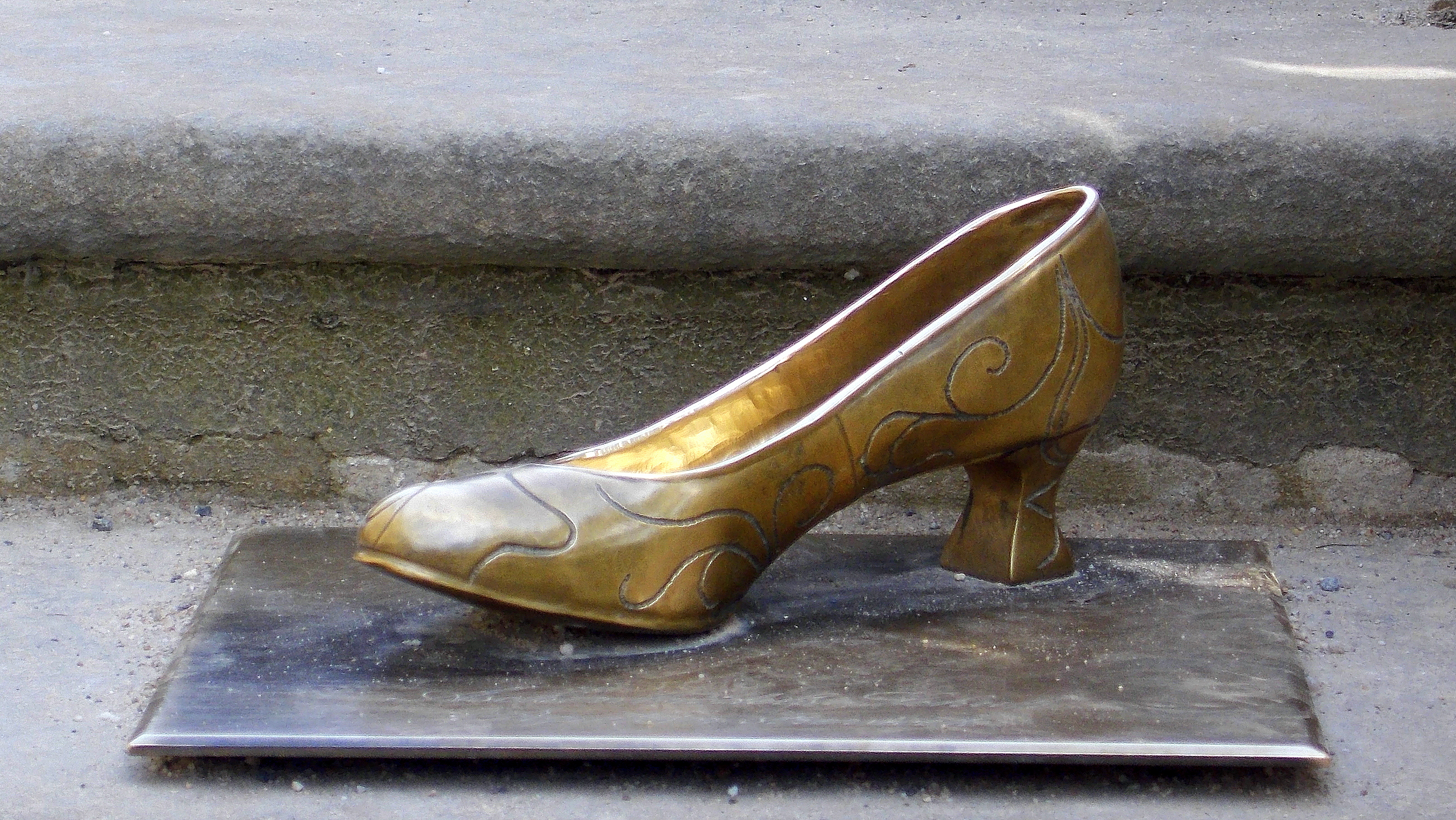
Скульптура туфельки Попелюшки у замку Моріцбург

У 1972 році замок став одним із місць зйомок чехословацько-німецького фільму «Три горішки для Попелюшки», який став популярною кіноказкою в Центральній Європі.